# Мэгуджин-Сеулиту
Мэгуджин-Сеулиту, Муджин-Султу (? — 1196) — татарский вождь, живший во времена Чингисхана, а также один из первых противников, с которым тому пришлось столкнуться.
Как сообщают китайские источники, около 1194 года монгольские племена хатагинов и салджиутов совершили набег на приграничные районы империи Цзинь, и чжурчжэньский полководец Вангин-чинсян обратился за помощью к ряду правителей кочевников, в частности, к Мэгуджину-Сеулиту, Чингисхану и хану кереитов Тоорилу. Действуя в союзе с татарами, войска Вангин-чинсяна нанесли предупреждающий удар по куреням хатагинов и салджиутов, однако вскоре, не поделив захваченную добычу, победители вступили в сражение уже друг с другом, и Мэгуджин-Сеулиту вместе со своими воинами был вынужден отступить и укрепиться в урочищах Хусуту-шитуен и Нарату-шитуен. Откликнувшись на просьбу Вангин-чинсяна добить бежавших татар, Чингисхан и Тоорил, подойдя к укреплениям, в кровопролитном сражении выбили из них остатки войск Мэгуджина-Сеулиту, а его самого убили. 
Узнав о смерти непокорного вождя, Вангин-чинсян щедро вознаградил монгольских правителей, пожаловав Чингисхану титул джаутхури («командующего приграничными войсками»), а Тоорилу — вана (с той поры Тоорил стал известен как Ван-хан). Кроме того, вскоре после сражения в одном из урочищ Чингисхан обнаружил брошенного мальчика Шиги-Хутуху, которого отдал на воспитание своей матери Оэлун; впоследствии Шиги-Хутуху станет высоким чиновником в Монгольской империи и верховным судьёй Северного Китая.

## В культуре
Мэгуджин-Сеулиту и его сын Тамча (вымышленный персонаж) противостоят Чингисхану в романе И. К. Калашникова «Жестокий век» (1978).